# Dropshipping
Dropshipping (též drop shipping nebo dropshipment) je obchodní model, ve kterém maloobchodní prodejce nabízí zboží svého velkoobchodního dodavatele či přímého výrobce. Jím nabízené zboží fyzicky nenakupuje do svého skladu, ale své objednávky rovnou směřuje na svého dodavatele/výrobce, aby je dopravil přímo zákazníkovi. Prodejce u svého dodavatele/přímého výrobce nakupuje za velkoobchodní ceny a po každé transakci mu připadne rozdíl mezi maloobchodní a velkoobchodní cenou.

## Vlastnosti
Dropshipping přišel z USA, kde je jej relativně největší podíl. Je určený pro on-line podnikatele, kteří začínají a nemají ze začátku dostatečně vysoký kapitál pro rozjetí vlastního byznysu. Kromě kapitálu podnikatelům chybí i pracovní síly či skladovací prostory. Dropshipping je tedy šance i pro menší podnikavce, kteří chtějí zboží prodávat z domu (matky na mateřské, přivýdělek při zaměstnání apod.). Je výhodný jak pro ně, tak pro velkoobchodní dodavatele/přímé výrobce. Na začátku podnikání dropshippingového prodejce dojde mezi ním a jeho velkoobchodním dodavatelem ke smlouvě o spolupráci tohoto typu – dodavatel přistoupí na prodej za velkoobchodní ceny, neboť předpokládá, že i přesto, že jednotlivé objednávky budou co do objemu malé, budou ve větším počtu než u běžného jednotlivce.
Dropshipping využívají především e-shopy, méně často pak jiné obchodní kanály (tištěné katalogy, e-mailový prodej - ty mají však nevýhodu spočívající v delší odezvě na změnu cen dodavatele). Prodejce prezentuje zboží jako vlastní, ale jako takový s ním nepřichází do kontaktu. Dodavatel poskytuje datový soubor (většinou formátu XML) se seznamem dodávaného zboží, který dropshippingový prodejce (může jich být i více nezávisle na sobě) zpřístupní nakupujícím na svém e-shopu. Komunikace mezi dodavatelem a prodejcem je většinou zautomatizovaná, kdy e-shop data jednou za určitý časový úsek opakovaně načítá – existují i e-shopová řešení, která tuto funkcionalitu mají implementovanou a správci e-shopu dovolí už jen upravovat si marže.

## Proces
Princip nákupního procesu je následující: zákazník přes e-shop pošle prodejci objednávku zboží. Provozovatel e-shopu přepošle tuto objednávku svému (smluvnímu) velkoobchodnímu dodavateli/přímému výrobci, kterému za toto zboží zaplatí velkoobchodní cenu. Dodavatel po obdržení platby za zboží, expeduje balík s kontaktními údaji z e-shopu k zákazníkovi. Zákazník zaplatí cenu uvedenou v e-shopu (koncová maloobchodní cena, tj. velkoobchodní cena + marže prodejce + náklady spojené s dopravou a platbou).
Provozovatel e-shopu řeší reklamace, stížnosti, nevyzvednuté zboží, neuhrazené pohledávky, apod., od kterých je dodavatel/výrobce odstíněn. To, že zboží je odesíláno přímým dodavatelem může být pro zákazníka skryto buď tím, že dodavatel neuvede zpáteční adresu, nebo častěji tím, že jako zpáteční adresu na podacím lístku uvede sídlo dropshippingového prodejce.

## Další charakteristika
Dropshipping bývá často špatně chápán a zaměňován s přeposíláním objednávek, jindy za prosté obcházení maloobchodního zprostředkovatele. Dá se ale označit za formu legálního překupnictví (odměna prodejci ve formě marže se dá chápat jako cena za riziko spojené s jeho podnikáním, případné problémy s neplatícími zákazníky a prostředky na to vynaložené).
Také dropshipping bývá často zaměňován s pojmem logistika třetí strany. Logistika třetí strany označuje proces outsourcingu logistických procesů jinému podniku. Na rozdíl od dropshippingu, ve kterém zboží patří výrobci, při fulfillmentu prodejce vlastní zboží, které ve fulfillment centru skladuje. Další odlišností je, že fulfillment centra jsou nezávislou třetí stranou, která poskytuje jen logistické služby. V případě dropshippingu logistické služby jsou poskytovány výrobcem zboží, který zajišťuje i další procesy, spojené s výrobou a distribucí. V případě fulfillmentu výrobce může být zároveň i prodejcem, u dropshippingu to není možné.
Pro velkoobchodního dodavatele či přímého výrobce prostřednictvím dropshippingu odpadá agenda pro koncový prodej a komunikace se zákazníky, což pro něj většinou znamená redukci nákladů. Dropshipping pro ně může dobře stimulovat odbyt a je to de facto více zautomatizovaná forma vztahů dodavatele s maloobchodními odběrateli. Dropshippingový koncový prodejce se od maloobchodního odběratele liší právě absencí skladu (teoreticky může mít jen prostory pro nevyzvednuté zboží), též prakticky nulovým bufferem ve vývoji cen zboží dodavatele (jejich náhlé zvýšení znehodnotí a naopak snížení zhodnotí cenu jeho kapitálu v podobě zboží na skladě), nulovými náklady na skladování zboží, větší likviditou, imunitou vůči zboží, které podléhá zkáze nebo jehož hodnota rychle klesá, atd.